# 10373 MacRobert
A 10373 MacRobert (ideiglenes jelöléssel 1996 ER) a Naprendszer kisbolygóövében található aszteroida. Dennis di Cicco fedezte fel 1996. március 14-én.